# La mort est mon métier
La mort est mon métier est un ouvrage de Robert Merle publié en 1952. Une préface a été ajoutée par l'auteur en 1972. Robert Merle avait remporté en 1949, trois ans auparavant, le Prix Goncourt pour son premier roman, Week-end à Zuydcoote, fortement soutenu par André Billy et édité par Gallimard.
Le livre met en scène le personnage de Rudolf Lang, qui est « une re-création étoffée et imaginative de la vie de Rudolf Hœss », écrite d’après les mémoires de Höss lui-même (Le commandant d'Auschwitz parle) et le résumé, communiqué à l'auteur, des entretiens que le psychologue américain Gustave M. Gilbert eut avec Höss dans sa cellule lors du procès de Nuremberg ; suivie d'une description, d’après les documents du procès de Nuremberg, de la « lente et tâtonnante mise au point de l’Usine de Mort d’Auschwitz ».
Flaminéo, la pièce écrite en 1951 par l'auteur, pose, selon Louis Aragon, les fondements de l'oeuvre suivante, La mort est mon métier, qui sera adaptée au cinéma dans les années 1970 et s'appuie aussi sur une enquête approfondie.

## Contexte
La mort est mon métier a été écrit de 1950 à 1952.
Dans sa préface à la réédition de 1972, Robert Merle dit avoir été conscient d'écrire « un livre à contre-courant. Mieux même ; mon livre n’était pas encore écrit qu’il était déjà démodé » car, outre que « nombre de témoignages bouleversants sur les camps de la mort avaient été écrits […] les souvenirs de la maison des morts dérangeaient la politique de l’Occident : on les oublia […] Les tabous les plus efficaces sont ceux qui ne disent pas leur nom. »

## Résumé
L'histoire commence en 1913 alors que Rudolf Lang a 13 ans. Il reçoit une éducation catholique mal comprise et très normative. Son père, un commerçant ayant reçu une éducation militaire dans une famille de militaires, totalement psychorigide, qui a commis un péché dans sa jeunesse à Paris et qui entretient des rapports tendus avec son fils, veut que celui-ci devienne prêtre pour expier les fautes que lui-même a commises. Rudolf croit en Dieu, jusqu'au jour où, en se battant avec un de ses camarades d'école, Werner, il lui casse la jambe. Immédiatement, il va se confesser à un prêtre. Le soir même, son père devient fou de rage après avoir appris que son fils a commis un « péché » sans lui en parler. Rudolf se sent trahi par le prêtre, seule personne au courant de l'épisode, les autres croyant à un accident. Or, on apprendra que c'est en fait le père de l'enfant blessé qui s'est plaint devant une assemblée de parents d'élèves. Le mal est fait : Rudolf ne croit plus en Dieu. Son père meurt peu avant la déclaration de guerre en 1914.
À seize ans, Lang commence sa carrière militaire, d'abord en partant directement pour le front Ouest où il sera intercepté puis renvoyé à l'arrière car il est trop jeune, puis comme aide à l'hôpital militaire où il rencontrera un dragon de cavalerie qui le persuadera de rentrer dans son unité et de partir sur le front en Turquie.
À la fin de la guerre, il se retrouve au chômage, rejeté par sa famille. Il s'apprête à se suicider lorsqu'un de ses collègues arrive et lui brandit un tract en lui disant de ne pas trahir l'Allemagne en se donnant la mort.
Il adhère au parti nazi et se voit confier la direction d'une ferme avec sa femme Elsie, où il vit des journées de dur labeur, mais paisibles. Puis, après la prise du pouvoir par Hitler, il entre dans les SS, n'ayant pourtant pas les critères requis pour y adhérer. Il accède à des fonctions de plus en plus importantes dans la hiérarchie SS, jusqu'à devenir commandant du camp d'Auschwitz. Ce camp, d'abord de concentration, puis d'extermination, devient le lieu de « la lente et tâtonnante mise au point de l'Usine de Mort » du village d'Auschwitz. Il y reçoit l'ordre du Reichsführer Himmler de supprimer 500 000 unités par an comparé à 80 000 unités àTreblinka. Lang va s'attacher à accomplir la mission qui lui a été assignée : tuer le plus grand nombre de Juifs et éliminer le plus efficacement possible les cadavres. Après la guerre et la chute d'Hitler, il est emprisonné, puis condamné à la pendaison après son procès où il affirmera avoir seulement suivi les ordres, indiquant d'un air naturel qu'il a supervisé et participé activement au meurtre de « seulement » 2,5 millions de personnes au lieu des 3,5 millions prévus.
Tout au long du livre, il se montre incapable de sentiments et même d'action personnelle, car sa conduite lui a toujours été dictée par un chef en qui il portait une confiance totale. Il se voit comme un simple exécutant minutieux et consciencieux à qui a été confiée une mission comme une autre. À la fin, on le sent cependant en colère se disant trahi par Himmler, qui, tel un lâche, s'est suicidé, et n'a ainsi pas voulu assumer son rôle dans l'extermination des Juifs, laissant Rudolf seul responsable de ses actes. Jusqu'au bout, il assume cependant son idée du chef, en répétant froidement et méthodiquement qu'il est le seul responsable de ce qui s'est passé à Auschwitz, et en énonçant sans difficulté les atrocités commises. Son seul moment de doute survient lorsque sa femme apprend ses activités, mais, ayant été choisi pour ses rares qualités de conscience il n'accorde pas d'importance à la morale.

## Réception
Lors de sa parution l'ouvrage a été jugé devoir occuper « une place importante dans la littérature tourmentée de notre époque trouble ».

## Éditions

### Éditions imprimées
- Robert Merle, La Mort est mon métier, Paris, Éditions Gallimard, coll. Blanche, 1952.
- Robert Merle, La Mort est mon métier, Paris, Gallimard, coll. Le Livre de poche no 688-689, 1961.
- Robert Merle, La Mort est mon métier, Paris, Éditions Gallimard, coll. Folio no 126, 1972  (ISBN 2-07-036789-4).
- Robert Merle, La Mort est mon métier, Paris, Éditions Gallimard, coll. Folio no 789, 1978  (ISBN 2-07-036789-4).

### Livre audio
- Robert Merle, La mort est mon métier, Paris, Livraphone, juin 2007 (EAN 3358950001446, BNF 41162535)Texte intégral ; narrateur : Éric Herson-Macarel ; support : 1 disque compact audio MP3 ; durée : 10 h 6 min environ ; référence éditeur : Livraphone LIV 496M.

### Vidéo
- Franceinfo, Rudolf Höss, le terrible commandant d'Auschwitz, 26 janvier 2015.